# Caracolí
Caracolí è un comune della Colombia facente parte del dipartimento di Antioquia.
Il centro abitato venne fondato da Rodolfo Ceballos nel 1886, mentre l'istituzione del comune è del 1963.